# باشگاه فوتبال بروسیا دورتموند ۲
باشگاه فوتبال بروسیا دورتموند ۲ (انگلیسی: Borussia Dortmund II) به عنوان تیم دوم برای باشگاه فوتبال بروسیا دورتموند فعالیت دارد. آنها در لیگا ۳، در ورزشگاه روته ارده بازی می‌کنند. این تیم تا سال ۲۰۰۵ با نام آماتور بروسیا دورتموند بازی می‌کرد.